# Peter Turkson
Peter Kodwo Appiah Turkson (Wassaw Nsuta, 11. listopada 1948.) ganski je prelat i kardinal Katoličke Crkve koji služi kao kancelar Papinskih akademija znanosti od 2022. godine. Bio je predsjednik Papinskog vijeća za Pravdu i mir od 2009. do 2017. i inauguracijski prefekt Dikasterija za promicanje cjelovitog ljudskog razvoja od 2017. do 2021. godine.
Turkson je bio nadbiskup Cape Coasta od 1992. do 2009. godine. Kardinalom ga je imenovao papa Ivan Pavao II 2003. godine. Mnogi su ga smatrali papabileom, to jest kandidatom za izbor za papu. The Tablet ga je 2013. opisao kao "jednog od najenergičnijih crkvenih vođa Afrike".